# コミコン・インターナショナル
コミコン・インターナショナル（Comic-Con International）は、毎年7月か8月の4日間、アメリカ合衆国カリフォルニア州サンディエゴなどで開催される、漫画などの大衆文化に関するコンベンション（コミコン）の大規模イベントを運営する非営利団体。コミコンは、発祥のサンディエゴ以外にもニューヨークや、フランス・アジアなどアメリカ以外の国の都市でも毎年開催されている。
1970年、ゴールデン・ステート・コミック・ブック・コンベンションとしてシェル・ドルフ（Shel Dorf）らによって創設された。当初はコミックやSF（サイエンス・フィクション）・特撮ファンタジー映画などが中心だったが、年を追うごとに文化の幅を広げ、2008年には1日に約12万5千人が来場するコンベンションに成長している。
1991年以降、毎年にわたって別の非営利団体が管理するコンベンションセンターで行われており、少なくとも2012年まで続けられることが2008年に決まっている。
2020年4月17日、主催者は2019新型コロナウイルス感染拡大を理由に、同年7月にサンディエゴで予定していたコミコンの開催を中止すると発表した。

## 開催詳細
| 開催日                   | 開催地                                             | 観客数 | ゲスト |
| ------------------------ | -------------------------------------------------- | ------ | --- |
| 1970年3月21日-9日(第1回) | カルフォルニア州 サンディエゴu.s. グランド・ホテル | 145人  | フォレスト・J・アッカーマン、マイク・ロイヤー.                                                                          |
| 1970年8月1日-3日(第2回)  | カルフォルニア州 サンディエゴu.s. グランド・ホテル | 300人  | フォレスト・J・アッカーマン、レイ・ブラッドベリ、ジャック・カービー、ボブ・スティーブンス、A・E・ヴァン・ヴォークト.:61 |